# メフィラス星人
メフィラス星人（メフィラスせいじん）は特撮テレビドラマ『ウルトラマン』をはじめとするウルトラシリーズに登場する架空の宇宙人。別名は悪質宇宙人。
名前はゲーテの『ファウスト』に登場する悪魔メフィストフェレスに由来し、デザインはウルトラマンに対抗して銀と黒でまとめたという。
ウルトラ戦士と敵対する宇宙人として、映像作品だけでなく漫画・ゲーム作品などにもしばしば登場する。

## 『ウルトラマン』に登場するメフィラス星人
『ウルトラマン』第33話「禁じられた言葉」に登場。
メフィラス星から地球にやってきた異星人。「暴力は嫌い」と自称しており、武力によらない地球征服にこだわる。知能も高く、そのIQは1万以上とされている。一人称は「私」。基本的に落ち着いた慇懃無礼な態度と、紳士的な口調で話すが、物事が自分の思い通りに運ばないと激昂し、暴力に訴える一面もある。
また、多数の凶悪宇宙人のボス的存在として、「ケムール人、バルタン星人、ザラブ星人は自分の配下に過ぎない」と称しており、「その気になれば地球征服など簡単である」と力を誇示していた。科学特捜隊のフジ・アキコ隊員を、記憶と言葉を喪失させたうえで怪獣サイズに巨大化して東京の28番街に出現させ、ムラマツ隊長らを困惑させる。地球人の代表としてフジ隊員の弟・サトル少年を選び、侵略の理由を得るために彼が永遠の命と引き換えに「あなたに地球をあげます」と自発的に言うよう穏やかな口調で仕向け、本人いわく「地球人の心への挑戦」を行う。だが、申し出を拒絶され続けたことに激昂してサトルを無重力のコントロールルームに監禁したところ、ハヤタ=ウルトラマンに「子どもでも地球を売り渡すような人間はいない」と指摘される。その後、ハヤタに対して「お前は宇宙人なのか、人間なのか」と問いかけるが、「両方さ」と返された。
武器は、拳を合わせて両腕を突き出して発射する波状の破壊光線ペアハンド光線、腕を突き出して発射するグリップビーム。攻撃や戦闘時は、「フワッ」というかけ声を発する。科学特捜隊と防衛軍によって宇宙船が破壊されると、巨大化してウルトラマンと対決する。ほぼ互角の戦闘力や超能力で渡り合った後、「宇宙人同士が戦ってもしょうがない。私が欲しいのは地球の心だったのだ。だが、私は負けた。子供にさえ負けてしまった。しかし、私はあきらめたわけではない。いつか、私に地球を売り渡す人間が必ずいるはずだ。必ず来るぞ。」と言い残して退き、テレポーテーションで地球を去る。
- 声：加藤精三（ノンクレジット）[出典 9]
- スーツアクター：扇幸二[出典 10][注釈 5]
- デザインは成田亨によるもので、怪獣や怪物ではない「宇宙人」とすることが目指された[26]。
- 造型は高山良策が担当した[2][23]。顔と耳はポリエステル、目と口は透明なアクリルを用いている[23]。着ぐるみのほか、飛行用の操演人形も制作された[2]。
  - 機電の倉方茂雄は、ゼットンの顔の電飾はメフィラス星人のものを流用したと推測している[27]。
- 円盤は『ウルトラQ』で使ったセミ人間の宇宙船を、バルタン星人の円盤（第2話）に流用したあと、再度流用したもの[2]。円盤の上下を逆にして使用された[10]。
- 脚本では、ダダも配下の宇宙人の1人として登場する予定だった[2]。楳図かずおの漫画版や、瑳川竜と栗原仁の漫画『ウルトラマン超闘士激伝』では、本編に登場した宇宙人たちにダダを加えた4人が、メフィラス星人の配下として登場している。
- ゲーム『Fighting Evolution Rebirth』では、初代が再びウルトラマンたちに挑戦する（後述）。
- NHKのドキュメント番組『歴史秘話ヒストリア』2010年9月15日放送分[28]では、上記のハヤタに対する問いかけのやりとりについて、脚本を務めた金城哲夫が「当時住んでいた東京と出身地である沖縄の2つの地を生きること」を表していたと紹介されている。
- かけ声は『ウルトラマンレオ』に登場するウリンガに流用されたほか、『ウルトラゼロファイト』では同じメフィラス星人である魔導のスライが名乗りを上げる際の効果音としても流用された。
- 『21世紀ウルトラマン宣言』では、黒く角質化した皮膚はゼットンに移植されたとの仮説が立てられている[29]。
- 小説『怪獣絵物語ウルトラマン』でも、地球侵略とウルトラマン抹殺を企む数々の宇宙人たちの首領格となっており、彼らを集めての会議で作戦を決めてから地球侵略とウルトラマン抹殺に向かう様子が描かれている。それによると自身が第1計画、バルタン星人（二代目）が第2計画、ジェロニモンが第3計画だったがすべて失敗し、意気消沈しているところを業を煮やした謎の宇宙人（後の行動からゼットン星人に相当することが示唆されている）が急遽、最終計画として地球へ向かう。
- 楳図かずおの漫画版では、原典と同様に巨大化させたフジとは別に自らも等身大の彼女に擬態して暗躍する（擬態する際にはフジとの中間の姿も描かれる）が、翻弄されたサトルの機転でハヤタの変身を許してしまった後はウルトラマンと交戦し、やはり再挑戦を言い残して地球から去る。

## 『ウルトラマンタロウ』に登場するメフィラス星人
『ウルトラマンタロウ』第27話「出た! メフィラス星人だ！」に登場。資料ではメフィラス星人二代目と表記している。
かつてウルトラマンと引き分けたメフィラス星人の同族であるが、卑怯でずる賢い性質で乱暴な口調など、その言動は初代と異なる。体形も初代と異なり、肥満気味で目のふちが赤く、体色は灰色。腰回りが銀色、腹部のモールドなどが金色に塗られている。怪草マンダリン草の神経毒で世界中の子どもを麻痺させて虚弱体質にすることにより、地球を乗っ取ろうと画策する。その手始めとして、目を模した飾りの付いた自走可能な自動販売機に忍び込んでマンダリン草を仕込み、近づいた子どもを次々と麻痺させるなど、初代とはまったく異なる方針で地球征服を進める。ZATにこれを見破られて巨大化し、東光太郎にその作戦を卑怯だと言われると、「卑怯もラッキョウもあるものか」と開き直って街を破壊した。
目から放つ青い破壊光線（爆発光線）が武器。ZATのアミアミ作戦で捕らえられかけるもすぐに脱出し、スカイホエールを撃墜する。多少の負傷はマンダリン草からの放射能を用いて即座に治癒するなどZATを窮地に陥れるが、ウルトラマンタロウのアトミックパンチで腹を貫かれたうえ、ストリウム光線で泡のように溶けて消えた。
- 声：西川幾雄（ノンクレジット）[42][43]
- デザインを担当した人物は不詳だが、デザインが改めて起こされている[39]。
- 着ぐるみはアトラクション用の改造[44][39]。デザイン画は初代のスチール写真を基に描かれたが、目の周辺は赤い縁取りがなされていた[45][39]。
- シナリオ準備稿ではストーリーはドラマ本編とほぼ同じであるが、登場するのはマシュラとなる予定だった。制作当時（1973年10月）は過去のウルトラシリーズに登場した怪獣・宇宙人の再登場企画があったため、実際の放送ではメフィラス星人に置き換えられている[46]。
  - 内山まもるの漫画版では『小学二年生』1973年12月号掲載の「神の子になった少年」（小学館『ザ・ウルトラマン』第2巻に収録[47]）に登場するが、物語の内容はドラマと異なる漫画独自のものであり、二代目の性格や外見・口調も初代に近いものとなっている。
- 『ウルトラマン』に登場したメフィラス星人の弟という設定が、当時の児童雑誌に掲載された[要文献特定詳細情報]。現在ではDVDの解説や『ウルトラマンメビウス』の関連書籍などにもこの設定が活かされている。また、同様に児童雑誌の設定によれば、このころに登場した再生怪獣たちは1つの軍団として位置づけられており、当時のメフィラス星人は軍団の幹部（地位は将軍）とされている。初代はバードン亡き後の軍団の総大将で多忙なため、弟である二代目が代わりに地球へ向かったことが語られている。初代と容貌が異なるのも、デスクワーク中心の軍務がたたって太ったから、という理由がつけられている。雑誌の記事では、意気揚々とタロウの抹殺に出撃するも敗北する様子が描かれており、それを見た怪獣軍団からは「まるでダメな奴だ」と言われた。
  - 居村眞二の漫画版では、この「初代と2代目が兄弟」という設定のもと、メフィラス星における兄と弟の確執が描かれている（ミリオン出版『決戦!ウルトラ兄弟』に収録）。
- 『ウルトラ怪獣大百科』では、初代のやり方を手ぬるく思った上層部が送り込んだように解説された。
- 映画『ウルトラマン物語』では初代と同一人物との設定であり、ウルトラマンと戦って引き分けた後、ウルトラセブンに倒されたエレキングを改造して地球に連れてきたが、タロウに倒された（いずれも映像は過去のテレビシリーズの流用）。
- 『ウルトラマンタイガ』第18話では、メフィラス星人自体は登場しないもののメフィラス星の存在は登場人物の会話から示唆されており、マンダリン草から製造された「マンダリンジュース」や、ミニチュアとしてその自動販売機が登場する[48]。

## 『ウルトラマンメビウス』に登場するメフィラス星人
『ウルトラマンメビウス』第43話「脅威のメビウスキラー」から第47話「メフィラスの遊戯」に登場。
皇帝であるエンペラ星人に仕える暗黒四天王の1人で、地位は「知将」。かつて、ウルトラマンやウルトラマンタロウと対決したメフィラス星人の同族で、GUYSのドキュメントSSSP、ドキュメントZATにデータが記録されている。性格や口調は初代と同じ紳士的なものだが、慇懃無礼な態度で敬語を使ったり、初代は右手から放っていたグリップビームを左手からも放ったりするなどの違いもある。地位にも表されている知能指数1万の知性から、実質的な四天王のまとめ役を担っている模様。見せしめのためにあらかじめ連れて来て出現させたグロマイトの攻撃を簡単に弾き返し、グリップビームの一撃で葬り去るほか、ウルトラマンの八つ裂き光輪を素手で砕き、スペシウム光線を回避するが、グリップビームについてはまったく通用しなかった。
暗黒四天王最後の1人として、ヒビノ・ミライ＝ウルトラマンメビウスを最も屈辱的な方法で倒すべく、作戦を開始する。円盤に搭載されたキリアン・リプレイサーという記憶改変装置から放射される、特殊な波動を使って人間たちのメビウスに関する記憶を自身に書き換えて立場を入れ替え、自身が地球を守る存在と誤認させ、自分の手を汚さずにGUYSにメビウスを侵略者として倒させようと試みる。ウルトラマン＝ハヤタにも、「自分が直接手出ししない代わり、メビウスに加勢しない」ように要求する。しかし、ミライの必死の呼びかけと、以前ミライが自作して渡したお守りによってテッペイが正気に戻ったことや、テッペイの呼びかけにリュウたちの心が揺らいで手を出せないでいることに激昂して円盤で攻撃するも、メビウスに変身して自身を盾にしたミライに攻撃を防がれる。それを見て目覚めたリュウたちにガンフェニックストライカーのバリアントスマッシャーで円盤を破壊されると、円盤から脱出して巨大化し、バーニングブレイブとなったメビウスやGUYS、ウルトラマンに変身したハヤタと空中戦を展開する。だが、ウルトラマンから「自ら手を出した時点で、自分の仕組んだゲームにおいて負けている」ということを指摘されると潔く負けを認め、再挑戦を言い残してテレポートで地球を去る。その直後、宇宙空間に出たところでインペライザー軍団を引き連れて地球へ接近していた皇帝（エンペラ星人）から粛清として放たれたレゾリューム光線を受け、自分もすでにゲームの不要になった駒であることを悟りつつ、処刑される。
- 声：加藤精三
- スーツアクター：福田大助
- 初代や二代目との関連については劇中では明言されないが、設定では別人とされており、初代や二代目とは兄弟関係であることを思わせる解説もされている[49][53]。また、円谷プロ公式サイトのエイプリルフール企画であるM-78（エムナナハチ）でも、初代が「あれは自分の弟だ」と発言する[要文献特定詳細情報]。
- 第47話監督のアベユーイチは、メフィラス星人の容姿から黒猫を連想して演出で用いようとしていたが、実現しなかったために黒い服の子供たちを登場させた[54]。
- 初期案では四天王にメフィラス星人は入っておらず、女性宇宙人や英国紳士風の宇宙人がウルトラマンの相手として考えられていた[55]。劇場版『ウルトラマンメビウス&ウルトラ兄弟』でも、群れて戦うイメージではないとして宇宙人連合の選定から外されている[56]。

## 『ウルトラマンメビウス外伝 超銀河大戦』に登場するメフィラス星人
漫画作品や雑誌展開による『ウルトラマンメビウス外伝 超銀河大戦』に登場。
『コロコロイチバン!』版『巨大要塞を撃破せよ!!』（内山まもるによる漫画版）
メビウスと交戦したメフィラス星人の弟。皇帝の手先となった兄のことをよく思っておらず、自らが宇宙の支配者になろうと企む。容姿こそ初代や三代目と同じような外見をしているが、口調や性格は下品かつ凶悪で二代目に似ている。皇帝が残した負の遺産『巨大要塞』を支配してウルトラの国への攻撃を開始すると、要塞に潜入してきたウルトラ兄弟をインペライザー軍団で迎え撃ち、ゾフィーとメビウス以外の兄弟たちを一時戦闘不能にする。ゾフィーをエンペラ星人に変身したインペライザーによる攻撃で倒し、後はメビウスのみという状況まで追い詰めたが、復活したウルトラ兄弟の手によってインペライザーが倒され、自身もウルトラ兄弟の合体光線の前に要塞共々撃破される。
『テレビマガジン』版
アークボガールが宇宙でウルトラ兄弟に倒された後、地球を侵略しようとEXゴモラを引き連れて地球に襲来し、街を攻撃する。駆けつけたウルトラマンやメビウスと対決するが、EXゴモラはメビウスに倒され、自身もウルトラマンのスペシウム光線で倒される。

## 『ウルトラギャラクシー大怪獣バトル NEVER ENDING ODYSSEY』に登場するメフィラス星人（RB）
第9話「暗黒の鎧」、第13話「惑星崩壊」に登場。「RB」は「レイオニクス・バトラー」を意味する。
メフィラス星のレイオニクスバトラー。テンペラー星人（RB）とのレイオニクスバトルに敗れた挙句バトルナイザーを踏み潰され、失意の状態で砂漠を彷徨っていた。そこでアーマードダークネスの暗黒剣（ダークネスブロード）を発見し、その力によってアーマードメフィラスに変化した。
その後はレイブラッド星人の操り人形にされるが、レイによって倒されたことで鎧の呪縛からもレイブラッド星人からも解放される。自分たちレイオニクスがレイブラッド星人の手の平の上で踊らされていたことを悟り、レイに借りを返すためにペンドラゴンを妨害していたエネルギーフィールドを光線で破壊し、レイへの借りを返したことを口にした後、テレポートして去った。
アーマードメフィラスおよび巨大アーマードメフィラスについては#『ウルトラギャラクシー大怪獣バトル NEVER ENDING ODYSSEY』に登場するアーマードメフィラスを参照。
- 声：加藤精三
- スーツアクター：福田大助

## アーマードメフィラス
ゲーム『大怪獣バトル ULTRA MONSTERS NEO』のオリジナルキャラクターとして初登場。
メフィラス星人が鎧を装着してパワーアップした姿。この鎧は元は暗黒四天王の知将メフィラス星人のために作られたものであり、当初その正体は謎とされていたが、現在では装着しているメフィラスの正体は作品によって異なる。ゲーム版『大怪獣バトル』では初代メフィラスや知将メフィラスと同じ声で、口調も知将メフィラスと同じ敬語口調となっている。また、鎧そのものが「アーマードメフィラス」とも呼ばれている。
武器は右腕に装着された剣「メフィラスブレード」で、それによって相手を切り裂く「メフィラスブレードアタック」を必殺技とする。また、グリップビームと同様の構えで放つ光線技「グリッププラズマ」も使用する。
- 声：加藤精三（『大怪獣バトル ULTRA MONSTERS NEO』、『ウルトラギャラクシー大怪獣バトル NEVER ENDING ODYSSEY』、『ウルトラマンメビウス外伝 ゴーストリバース』）
- 鎧の表面をアーマードダークネスの模様のように処理したものが決定稿となった[62]。
- ソフビ人形化されたが、キングジョーブラック同様、最初は『ブラッククリアver.』としてウルフェス限定で販売され、後に右腕をメフィラスブレードに新造かつ通常塗装がされた『メフィラスブレードver.』がカード付きで一般販売された。

### 『ウルトラギャラクシー大怪獣バトル NEVER ENDING ODYSSEY』に登場するアーマードメフィラス
第9話「暗黒の鎧」に登場。
メフィラス星人（RB）がダークネスブロードの力によって鎧を身に着けた姿。ダークネスブロードから斬撃をエネルギー波として放ち、巨大化すらせずに怪獣を倒す力を持つ。鎧の力に身も心も支配されており、ダークネスブロードの導きに従うまま「闇に呼ばれし者」としてアーマードダークネスを復活させようとする。ダダを瞬殺し、アイスラッガーを持ったレイモンを退け、アーマードダークネスが封印されている地に辿り着いてテンペラー星人も倒した後、ついにアーマードダークネスの封印を解く。復活したアーマードダークネスを自身の「主」に捧げようとするが、逆にアーマードダークネスのダークネストライデントで刺し貫かれ、手にしていたダークネスブロードもアーマードダークネスの手に戻る。その後、死亡していたように見えたがまだ生きており、後にレイブラッドの手で後述の巨大アーマードメフィラスとして登場する。

#### 巨大アーマードメフィラス
第12話「グランデの挑戦」、第13話「惑星崩壊」に登場。
惑星ハマーの極点の中に入ったレイの前に現れた、今までのメフィラス星人たちと同様に巨大化したアーマードメフィラス。レイブラッド星人に操られているらしく、自意識を完全に失っており、声を発さない。レイブラッド星人がレイにぶつけた「最後の試練」として、ゴモラと戦う。
ゲーム版大怪獣バトル同様、右腕にメフィラスブレードを装備しており、左腕からは光弾ダークネスレイを放ち、バリヤーを発生させて超振動波も防ぐ。これらの武器でゴモラを追い詰め、レイが呼び出したミクラスが加わり、2対1の戦いとなってもなお圧倒するが、ゴモラがレイオニックバーストになると一気に形勢が逆転。散々叩きのめされ、メフィラスブレードも折られた末に超振動波ゼロシュートを受けて倒され、元のメフィラス星人に戻った。

### 『ウルトラマンメビウス外伝 ゴーストリバース』に登場するアーマードメフィラス（G）
『ウルトラマンメビウス外伝 ゴーストリバース』に登場。
暗黒四天王の知将メフィラス星人の怨念体が、怪獣墓場に流れ着いた自らの鎧の力によって実体を得て復活した姿。鎧の魔力で他の四天王（巨大ヤプール（メビウスキラーに憑依）、デスレム、グローザム）を蘇らせ、ギガバトルナイザーを手に入れてエンペラ星人の復活も目論む。
『てれびくん』の漫画版では、ギガバトルナイザーを奪うべく炎の谷に現れる。自身の鎧でウルトラ兄弟の光線も防ぎ、彼らを退けてギガバトルナイザーが封印されている谷の最深部まで進んだが、鎧では谷の「灼熱の炎」に耐えられず、鎧ごと焼き尽くされる。本人も鎧が耐えられない覚悟はできていたらしく、断末魔には「残念」と叫んでいた。また、谷に辿り着いた際には「これで宇宙は私の物だ」と喜んでいたことから、この時はエンペラ星人の復活までは考えていなかった模様。
『テレビマガジン』版では、最初は鎧を装着していない通常の姿で他の四天王と共に現れる。その後、メビウスとメカザムが炎の谷に辿り着き、ギガバトルナイザーの門番であるEXゼットンと戦うところに鎧を装着した姿で乱入し、手に入れたギガバトルナイザーで攻撃するが、タロウ、レオ、80の救援で逆転され、倒される。
OV版でも、四天王の中心的存在として行動する。今作では幻の鎧の妖力に支配されており、その導きのままにエンペラ星人復活を企んでいるという設定になっている。その影響のため、エンペラ星人の復活にはさらに固執しているうえ、テレビシリーズ当時よりもテンションが高く、キザな仕草をするようになっている。このほか、人質などの卑怯な手段を平然と使ったり、メビウスたちが優勢になったのを見るとあわてて逃げ出すといった、かつての冷静なイメージとは異なる行動も見られる。今作ではメフィラスブレード以外にも、手からダークネスレイやグリッププラズマとはまた別の光弾「ショックバスター」を放つなど、別技も使用する。デスレムと共に炎の谷に入るのに手こずっていたところにやってきたエースやタロウと戦闘になるが、あらかじめ捕らえておいたヒカリを人質にして2人を捕らえる。その後、現れたメビウスに人質のエースとタロウを見せつけ、ヒカリを使って炎の谷へ行くように指示する。帰ってきたメビウスからギガバトルナイザーを奪い取るが、実は協力するふりをしていたヒカリに奪い返され、特殊なフィールドを消されてエースとタロウを解放されたことで形勢は逆転する。だが、グローザムを犠牲にしてギガバトルナイザーを奪い返し、メカザムのゴーストリバースとしての機能を覚醒させる。最後は、メビウスとメカザムの間に割って入り、ギガバトルナイザーをメカザムの身体に押し込んだところ、ヒカリのナイトシュートを背後から受けて消滅した。
- 声：加藤精三
- 名前に付くGは「ゴースト」を意味する。

## 『ウルトラゾーン』に登場するメフィラス星人
『ウルトラゾーン』では、第17話・第18話のドラマ「メフィラスの食卓」で主役として登場。
第2話のミニコーナー「怪獣English」では英語での自己紹介が例文として挙げられている。
第4話のアイキャッチでは鏡の前で耳のセットを気にする姿が描かれている。

### 「メフィラスの食卓」
地球侵略に来た宇宙人。顔面に口とうかがえる部分が存在しないのに食事する（主にラッキョウをよく食べる）が、その際には凄まじい音を上げる。食事の際には常に後ろ姿が映るため、どのような食べ方かは不明である。
地球を渡すよう、とあるホームレスの男性との対話を試みたところ、「自分は定住していないので地球全体が自分の家だ」「お前も帰る場所がないなら好きなところに住めばいい、地球はあんたのものだ」と語られたことで、瞬く間に日本を占領する。
その後、男性の語った「食事は1人より誰かと一緒に食べた方がうまい」という言葉の意味を知ろうと、弁当を捨てた若者や総理大臣を瞬間移動で古い食卓（男性からもらったもので、裏側には「ぱぱ大嫌い」と書かれている）に呼び出して共に食事するが、彼らの身勝手な言葉や綺麗事を並べる言葉に不快感を抱くばかりで、男性の言葉を理解できなかった。しかし、3人目に赤ん坊とその母親を呼び出したことで、男性の言葉に「かけがえのない家族との食事にこそ価値がある」という意味があったと理解する。食卓に見覚えがあった母親がその裏側を見ると、そこは子供の描いた落書きで埋め尽くされていた。
メフィラス星人は食卓を男性に返却し、彼の言葉の意味に気付いたこと、自分にも兄弟がいることを語る。男性が見た食卓の裏側には、「ぱぱ大好き、帰ってきて」という新たな落書きが加えられていた。「まだ家族とやり直せるということか」と泣き崩れる男性をメフィラス星人が見つめるところで、物語は終了する。
- スーツアクター：外島孝一[注釈 7]、福島弘之
- 着ぐるみは『ウルトラギャラクシー大怪獣バトル NEVER ENDING ODYSSEY』までの流用[要出典]だが、目の電飾は発光していない。
- 一般人を相手に地球を渡すよう交渉する、暴力を好まない、総理大臣を巨大化させて街を破壊する、兄弟が存在する、ラッキョウを好むなど、初代や2代目からのオマージュが散見される。

## メフィラス星人・魔導のスライ
『ウルトラマン列伝』内のアクションドラマ『ウルトラゼロファイト』第2部「輝きのゼロ」に登場。
「あのお方」と呼ばれる何者かに仕えてウルトラマンゼロの戦闘力・能力を探る宇宙人集団ダークネスファイブの1人となったメフィラス星人で、参謀格であると同時に事実上のリーダー格。アーマードメフィラスと同じ鎧を装着しており、目の色が赤くなっているのが特徴。一人称は「私」で、口調こそ暗黒四天王の知将メフィラスと同じ敬語口調だが、後述するように人質を取るなど性格面では二代目に近い卑怯さを持っており、「卑怯もラッキョウもありませんよ」という二代目を髣髴とさせる発言もする。武器もアーマードメフィラスと同じメフィラスブレードを使い、そのブレードから破壊光線を放つことも可能。
第1部でゼロと別れたピグモンを人質として捕らえ、テンペラー星人・極悪のヴィラニアスと戦っていたゼロの前にホログラムとして出現。怪獣墓場で待っていることをゼロに告げた後、姿を消す。その後、怪獣墓場へやってきたゼロと一騎討ちを繰り広げ、ミラクルゼロスラッガーをすべて弾く実力を見せるが、空中でレボリウムスマッシュを受けて敗北してピグモンも解放され、ゼロを「あのお方」、すなわちカイザーダークネスに会う資格があると認める。以後はピグモンと共にゼロとカイザーダークネスの対決、そしてゼロダークネスの誕生を見届けた後、ピグモンを連れてアナザースペースに戻り、他のメンバーと合流して戦いを傍観する立場をとるが、ゼロダークネスよりベリアルの魂が抜けて覚醒したシャイニングウルトラマンゼロのシャイニングスタードライヴによりベリアルの魂が消滅し、時間が逆行していく様子を目の当たりにすると、状況を不利と判断して他のメンバーと共に撤退する。エピローグにて、時間逆行によりかつての肉体を取り戻したベリアルと再合流した。
- 声：安元洋貴
- 『ウルトラマン列伝』第79話ではウルトラゼロファイトの放送はなかったが、翌週の次回予告の最後に突如割り込む形で乱入し、視聴者プレゼント（ダークネスファイブのソフビセット）の告知を行った。後述の第103話でも翌週の次回予告の最後に視聴者プレゼント（『ウルトラゼロファイト』のDVD）の告知を他のメンバーと共に行っている。また本編でのゼロダークネス登場を受け、第11話から第13話冒頭では前回までのあらすじをゼロに代わって解説する。
- 名乗りを上げた際には、初代メフィラス星人のかけ声が音響効果として使われている。また、名乗った後のエフェクトも他の4人とは違う独自のものが使われている。
- 『ウルトラマン列伝』第100話および第103話と『新ウルトラマン列伝』第48話および第49話では復活したベリアルと合流して以降の動向が描かれた[72]。
  - 第100話ではベリアルや他のダークネスファイブのメンバーと共に番組をジャックし、解説やコメントを行う。怪獣を100体紹介すると豪語するベリアルに対し、紹介した怪獣の数をカウントするサイドパネルを用意するという気前の良さを見せる（ヴィラニアスやグローザ星系人・氷結のグロッケンからは「ゴマ擦り」や「抜け駆け」と嫉妬される）一方、放送時間が残り少なくなっても100体紹介しきれていないことに焦った他のメンバーに急かされ、続きは次の機会にした方がいいことを恐る恐るベリアルに進言しようとするも中々切り出せないという側面も見せた。終盤で放送時間の限界を見て覚悟を決めようやく進言するものの、それにベリアルが激昂して暴れ出したため、慌ててベリアルを止めに行ったところで放送を終了した。
  - 第103話では100体怪獣の紹介が失敗して不機嫌なベリアルの機嫌を直すべく再び番組ジャックを行い、自分たちダークネスファイブの同族宇宙人たちをベリアルに紹介した。自身はウルトラマンタロウと戦ったメフィラス星人（二代目）を紹介し、その作戦をメフィラス一族の知略と自慢したほか、自身も以前言った「卑怯もラッキョウも」という言葉に関しては「メフィラス紳士の証」と豪語した。その際、既に戦死したヒッポリト星人・地獄のジャタールを覚えており、彼の同族であるヒッポリト星人も紹介した。その後、結局はウルトラ戦士に敗れることを自嘲したベリアルに一度は別れを告げられるが、あえて自らベリアルに光弾を放って攻撃することで（その際、ビーコンも巻き添えに食らっている）、仕えた時点で命は捨てている覚悟であることを証明し、他のメンバー共々ベリアルから晴れて忠誠心を認められ、自分たちの「守るべきもの」を探すべくベリアル軍団の新たな覇道を開始した。
  - 『新ウルトラマン列伝』第48話ではすべての宇宙を支配するというベリアルの野望のためにはさまざまな宇宙を知る必要があるとして、まずは『大怪獣ラッシュ』の宇宙であるプラズマギャラクシーのことを他のメンバーに教える。ラッシュハンターズの解説も行うが、途中で放送時間が無くなると次回に跨いで自分たちがナビゲートすると宣言した。野望に向けて狂ったように高笑いをしたり、時間配分ができてないことを指摘されると開き直って逆ギレしたりするなど、それまでには無かったような一面も見せている。
  - 続く第49話では、第48話の途中で紹介が時間切れになったことを視聴者へ陳謝しながらバルタン星人に関する情報を紹介する。その際、復活した地獄のジャタールと再会し、ベリアルや他の仲間と共にプラズマギャラクシーへ旅立つ。
  - 当初は声にエフェクトが掛かっていたが、 『ウルトラマン列伝』第79話の視聴者プレゼントの告知から先行してエフェクトが外れ、『新ウルトラマン列伝』第48話以降からは完全に無くなった。
  - アーケードゲーム『大怪獣ラッシュ ウルトラフロンティア』では第4弾から参戦する。異名は「冷静かつ狡猾な戦略で敵を追い込む知将」。武器はソード。
  - 『ウルトラマンジード』第25話では、ベリアルの記憶における回想シーンにダークネスファイブの他のメンバーやストルム星人 / 伏井出 ケイ（ふくいで ケイ）と共に登場している。

## メフィラス星人ノストラ
『ウルトラマンオーブ』第6話「入らずの森」、第9話「ニセモノのブルース」、第10話「ジャグラー死す！」に登場。
惑星侵略連合の長。銀色のマントを身に着けており、メンバーの宇宙人からはドン・ノストラと呼ばれて信頼されているが、その侵略手法はジャグラスジャグラーから時代遅れと指摘されている。初代と同様に冷静な性格だが、予定外の事態が起きた時などは激情を露わにする。メンバーから地球人についての報告を受けた際には、「自分の快楽のためには星を売ってもいいと思う奴らばかりだ」と嘆く一面もある。ウルトラマンベリアルのウルトラフュージョンカードを所持しており、ジャグラーが持つ魔王獣の怪獣カードを入手するための切り札としている。
第9話ではババルウ星人ババリューにウルトラマンオーブと人間の絆を壊すことを命じるが、野良怪獣であるテレスドンの出現という予定外の事態が起き、指示を乞うババリューに「自分の身は自分で守れ！」と苛立ち気味に命じる。その後、いつまで経っても破壊活動を行わないババリューに苛立って破壊活動の再開を命じ、人間に情が移ってしまっていた彼が離反の意志を示すとジャグラーにケルビムを放たせ、処刑しようとしたが失敗する。これにより、ジャグラーには「時代はもっと進歩しているんですよ」とまたしても作戦の時代遅れさを指摘される。
第10話ではベリアルのカードを報酬としてジャグラーにオーブの抹殺を命じ、その対決の隙を突いてナックル星人ナグスにジャグラーを暗殺させ、魔王獣のカードを奪うという策を実行する。首尾よくジャグラーを倒して魔王獣のカードを手に入れたかに見えたが、生きていたジャグラーに目の前でナグスを斬殺されて動揺し、グリップビームを放って抵抗したものの自身も斬殺され、ベリアルのカードも奪われてしまう。
- 声：安元洋貴
- スーツアクター：石川真之介[75]

## 『ウルトラマンR/B』に登場するメフィラス星人
『ウルトラマンR/B』第18話「明日なき世界」に登場。
宇宙人向けの番組を制作する放送局「NPTV（ネビュラプラネットテレビジョン）」のディレクター。上司であるチブル星人に視聴率が低迷しているドキュメント番組「熱闘！情熱惑星」の視聴率を取らなければ番組を打ち切りにすると告げられ、その中でうちゅーんTシャツで注目されている湊ウシオにスポットを当てた「熱闘！情熱惑星」の地球爆破ドキュメンタリーのやらせ番組の企画の制作を開始し、最後に番組を盛り上げるために同僚のザラブ星人を湊アサヒの姿に変身させウシオを誘い出し、地球爆破爆弾を止めるようウシオに告げつつ巨大化。ウルトラマンロッソやウルトラマンブルと交戦し、二人を破壊音波クルーエルウェーブや怪光線パルムショッカーで苦しめるも破られ、さらに地球爆破爆弾が偽物であると発覚しやらせ番組と見抜かれ、最後はロッソとブルのトリプルオリジウム光線を食らい爆散した。
- 声、人間態（鈴木）：山口岳彦（瞬間メタル）
- スーツアクター：石川真之介
- 当初はYouTuberという設定で、全編を配信動画として表現するという案も存在したが、全編ドキュメンタリー番組として構成した『ウルトラマンX』第16話と被るため、最終的にテレビの番組制作側を描くものとなった[79]。NPTVの宇宙人のキャラクターは、業界歴の長い監督の神谷誠が実際に目にした人物を元にしている[80]。初期案では3体ともザラブ星人であった[80]。
- 巨大戦時の木をなぎ倒すカットは、映画『フランケンシュタインの怪獣 サンダ対ガイラ』を意識している[79]。
- ロッソとブルに倒された後、番組ラストでは制作した「熱闘！情熱惑星」が放送されている[80]。監督の神谷は、視聴者が様々な受け取り方ができるよう含みをもたせたと述べている[80]。
- 第17話監督の辻本貴則は、同話でダダが登場することから『ウルトラマン』繋がりでメフィラス星人を登場させることを希望していたが、本話と重複したためブースカに改められた[81]。

## 『シン・ウルトラマン』に登場するメフィラス
映画『シン・ウルトラマン』に登場。
地球にウルトラマンよりも先に降り立ち、禍特対の前に慇懃な背広の地球人の男性の姿で現れた外星人第0号。穏やかで紳士的な物腰をしており、人間の生態や生活にも詳しく、「私の好きな言葉です」が口癖となっている。
ウルトラマンと直に接していた禍特対を交渉窓口とするため、信用を得ようとして生体を巨大化させる原理の仕組みであるベーターボックスを出現させ、丸の内に現れた巨大化した浅見弘子を元に戻す。内閣総理大臣の大隈泰司たちには科学技術の違いを見せるため、巨大化を操作可能なベーターシステムを人類に提供し、それを活用した「人類の巨大化による対敵性外星人からの自衛計画」を披露するうえ、上位概念として自分を存在させるように要求する。
一方、ウルトラマンと融合した神永新二には地球における静観か共闘を持ち掛け、これまで地球に出現した禍威獣は地球に放置されていた生体兵器を目覚めさせたものであり、ウルトラマンを誘き出すために放ったとの旨や、ザラブも現地調達したに過ぎないとの旨を述べると、人類に知恵でも暴力でも無条件に外星人に従うしかないことを知らしめ、人類がベーターシステムによって強力無比な兵器に転用できる有効資源ゆえ、地球を他の生命体に荒らされる前に独占管理すると神永に語る。
神永には共闘を拒否されるが日本政府とはすでに密約を結んでおり、ベーターボックスの受領式典を行う。しかし、ウルトラマンと禍特対にベータ―ボックスを奪取されたため、本来の外星人の姿に戻ると共にベーターボックスを点火して自身も巨大化し、ウルトラマンと対峙する。八つ裂き光輪を片手で軽く弾くほか、格闘や光線技で互角以上に渡り合い、地球での活動時間に限界のあるウルトラマンを追い詰めるものの、最終的には「厄介な者」が現れたことを知って撤退を宣言し、ウルトラマンからベーターボックスを受け取ると姿を消す。
- 演 / 声 - 山本耕史
- 格闘することなどを考慮し、原典のデザインに近いラインで無駄のない格闘家の体型を意識している[85]。

## 『レッドマン』に登場するメフィラス星人
特撮テレビ番組『レッドマン』第22、23、25話に登場する。第22話ではウーと共に、第25話ではゴモラと共にレッドマンと戦うがレッドナイフで倒され、第23話ではレッドアローで倒される。

## 『大怪獣ラッシュ ウルトラフロンティア』に登場するメフィラス星人
データカードダスおよびそれを元にしたCGショートムービー『大怪獣ラッシュ ウルトラフロンティア』に登場。

### メフィラス星人ジェント
ラッシュハンターズのハンターリーダーを務めるメフィラス星人で、「冷静沈着な司令官」の異名を持つ。外見は通常のメフィラス星人に比べ、鎧を着込んだようなマッシブな体格になっている。一人称は「私」。異名通り、常に敬語も交えた冷静沈着な言動を取るが、それぞれ異なった性格であるバレル、ガルム、マグナの三人にチームを組ませ、それに絶対の自信を持つなど、かなり大胆不敵な発想を持っている。
そしてラッシュハンターズを使い、プラズマキラーザウルスを解放。プラズマ怪獣が暴れ回る「大怪獣ラッシュ時代」を到来させた。
実はプラズマギャラクシーを救ったとされる伝説の7人の宇宙人「七星剣」の1人でもあり、惑星をも切り裂く妖刀「破軍」の使い手。七星剣としての異名は「伝説の巨星」であった。
ゲームでは第5弾から登場。
テレビ版1stシーズンでは、毎回エンドロール時に本編の感想を述べる役回りとしても登場し、最後は必ず「ラッシュハンターズ」の言葉で締めくくる。
- 声：藤沼建人

### メフィラス星人スライサー
第3弾から登場。三日月型のスライサーソードを構えたメフィラス星人のハンターで、同族の中でも戦闘力が際立っていると言われる豪傑。同族には珍しい赤い体を持ち、スライサーソードの形状もあって「メフィラスの赤き三日月」の異名で恐れられている。

### メフィラス星人シックル
第5弾から登場。ギルドガードを束ねる存在と噂され、大鎌「メフィラスデスサイズ」を武器とする「漆黒の監視者」。かつてジェントと互角の戦いを繰り広げたという。一人称は「私」。
テレビ版では「SUPER-EARTHGOMORA Hunting」に登場し、ラッシュハンターズからプラズマソウルを掠め取っていた脱獄ハンターズを捕えている。また、ジェントからは「この宇宙で最も危険な男」と呼ばれていた。
- 声：子安武人

## 漫画作品に登場するメフィラス星人

### かがやけ ウルトラの星
漫画『かがやけ ウルトラの星』に登場。
当初は「げんすけ」という青年にして謎の戦士ウルトラキングに変身し、120体もの怪獣や宇宙人で構成される怪獣軍団から日本全国を守ろうと戦うウルトラ6兄弟に加勢するが、実際はウルトラキング=メフィラス星人こそが怪獣軍団を率いる首領であり、怪獣軍団を撃退することで地球人やウルトラ6兄弟の信頼を得て彼らを油断させ、東光太郎=ウルトラマンタロウを抹殺しようと目論む。しかし、げんすけの姿でZATへ入隊した後、悲惨な町並みを薄笑いの表情で見下ろす姿を光太郎に目撃されたことをきっかけとして不審を持たれ、目論見は失敗する。まもなく正体を現すと、再び出現させた怪獣軍団にゾフィーとタロウ以外のウルトラ4兄弟を殺害させる。最後は怒りに燃えるタロウのストリウム光線で倒されるが、それに先んじてメフィラス星人の光線技で致命傷を負っていたゾフィーは、タロウの勝利を見届けた後に力尽きて死亡する。
ウルトラキング
げんすけ（メフィラス星人）がウルトラマンを模して変身した姿。カラータイマーはなく、額・両肩・胸・腰回り・両膝に星のマークが付いている。両手を組んで発射するスター光線が必殺技。キングスパークでエネルギーを溜めれば、その破壊力はウルトラマンの光線技を上回る。
演技とはいえ、山奥での初戦でオクスターを倒した後、日本全国でウルトラ6兄弟に加勢して怪獣軍団を倒していく活躍ぶりは、彼らや地球人を感服させる。自分に憧れる子供をげんすけの姿で騙し、ウルトラバッジを光太郎から紛失させた後には正体を現すが、バッジは紛失したように見えて実は健一が護っていたため、タロウと対決することとなる。

### ウルトラ戦士 銀河大戦争
漫画『ウルトラ戦士 銀河大戦争』に登場。
ツアー・メフィラスに指揮される複数の個体が登場。『ウルトラマンタロウ』に登場する二代目に酷似した容姿で地中から次々に出現し、軍団となってウルトラ兄弟やメロスに襲いかかる。
ツアー・メフィラス
メフィラス星人の軍団を指揮する帝王。頭部は耳が長く、髪の毛のようなものが生えており、手袋とブーツを付けている。武器はS字型の鎌。地球を攻撃して誘き寄せたウルトラ兄弟を捕らえ、十字架に磔にする。駆けつけたメロスを光波電磁砲で追い詰めるが、そこに現れたウルフ（当時はメロスII）に砲台を破壊され、一騎討ちでメロスIIカッターに敗れる。

### ウルトラ忍法帖
漫画『ウルトラ忍法帖』に登場。
悪の組織「朧党」の首領である冥府羅州烈風斎（）として登場。キミヒロという息子もいる。

### ウルトラマン超闘士激伝
漫画『ウルトラマン超闘士激伝』に登場。
メフィラス星人の中でも破壊や殺戮を好む変わり者であるメフィラス大魔王として登場。当初はウルトラ戦士たちの敵として立ち塞がり、ウルトラの国を滅ぼそうと攻撃するが、闘士ウルトラマンによって破られる。その後は邪悪な大魔王から武人となり、ウルトラ戦士たちにも協力。ウルトラマンの良きライバルであり、タロウの師匠となっていく。玩具展開『ウルトラマン超闘士鎧伝』ではダークベンゼンが率いる「メフィラス星人II」も登場。詳しくは「ウルトラマン超闘士激伝#怪獣・宇宙人勢力」を参照。

### 大怪獣バトル ウルトラモンスターズ戦記
『別冊コロコロコミック』に掲載されたてしろぎたかしの読切漫画『大怪獣バトル ULTRA MONSTERS ウルトラモンスターズ戦記』に登場。
多くのキャラクターたちからメフィラスと呼ばれる。ガンQ、レッドキング、バイブ星人をチームに従えており、バイブ星人の透明化能力を利用して今までのバトルで99連勝をしていた。100連勝を達成すべくカゲマル（バルタン星人）たちに襲いかかり、バトルの申し出を送る。最後は自分のチームが倒れた隙にカゲマルを騙して倒し、彼の仲間まで倒すが、分身で避けていたカゲマルの白色破壊光線を受けて倒された。
バイブ星人を使っての99連勝やカゲマルに対する騙し討ちなど『ウルトラマンタロウ』に登場した二代目と同様に卑怯な手段が目立つ。

### ウルトラマンSTORY 0
漫画『ウルトラマンSTORY 0』に登場。星間連合の主要メンバーとして登場する。

### 酩酊!怪獣酒場
漫画『酩酊!怪獣酒場』に登場。怪人バルの支配人。自身の美学を追求することをモットーとしており、美学に反するものは排除している。一方で暴力が嫌いとも述べている。

### ウルトラマン アロング・ケイム・ア・スパイダーマン
マーベル・コミックと円谷プロのコラボレーションとして2024年に発売された、松本しげのぶ（シナリオ）と緋呂河とも（作画）による漫画『ウルトラマン アロング・ケイム・ア・スパイダーマン』（ULTRAMAN: Along Came a SPIDER-MAN, 小学館コロコロコミック）に登場。怪獣墓場から蘇った怪獣軍団を率い、東京にてウルトラマンと戦っていたところ、異次元列車でMARVEL世界から訪れたドクター・ドゥームと手を組む。

## ゲーム作品に登場するメフィラス星人

### 『ザ・グレイトバトルII ラストファイターツイン』
『ザ・グレイトバトルII ラストファイターツイン』では宇宙船のボスとして登場。爆発していく船の中で、ヒーローたちの手からカプセルを死守せんとする。一人称は「わし」。光線を撃つ際に目と口元が光る。

### 『ヒーロー戦記 プロジェクト オリュンポス』
『ヒーロー戦記 プロジェクト オリュンポス』では侵略者の1人として登場。大地震によるマグマ流入を利用してツァイト市を沈めようとするが、同市にやってきたモロボシ・ダンの前に人間の姿で現れ、計画を明かす。ダンの知略によりマグマ流入は未然に防がれるがそのためにバードンの巣穴が開かれ、ツァイト市が滅びることを告げ、セブンと戦闘。その後、敗北を認めたメフィラス星人は、改心してダンになついたバードンの雛を伴い、どこへともなく去るが、最後はバードンを戦力として狙うヤプールに殺される。メフィラス星人を臆病者と罵ったヤプールに対して、ダンは激しい怒りを見せていた。

### 『スーパーヒーロー作戦』
『スーパーヒーロー作戦』では凶悪宇宙人の連合組織ETFの首領格として登場。ガイアセイバーズを度々苦しめる。最後はゴルゴダ星での決戦でヤプールに裏切られ、2体のテンペラー星人と共にウルトラ兄弟に最後の戦いを挑む。

### 『ウルトラマン Fighting Evolution Rebirth』
『ウルトラマン Fighting Evolution Rebirth』のオリジナルストーリーではジェロニモンに怪獣たちを復活させたり、バルタン星人に改造怪獣を作らせたり、カオスロイドを生み出してウルトラの国に送り込んだ黒幕として登場。必殺技には得意のグリップビームの他に、多数の円盤群を召喚し一斉攻撃をさせる技も持つ。最終的にはカオスヘッダーと融合してネオカオスダークネスとなる。また、ゲーム中でのナレーションにて、過去の初代ウルトラマンとの戦いが語られていることから、このメフィラス星人は初代メフィラス星人と同一人物とされている（ストーリー上でのウルトラマンとの対戦で、ウルトラマンがスペシウム光線を使おうとすると原作と同じように制止される）。最後はウルトラ戦士たちによってカオスヘッダーが浄化されたために元の姿に戻り、『ウルトラマン』の時と同様に再び挑戦しに来ることを言い残して去った。
隠しモードの大破壊モードでは、同じく倒されなかったゴモラを操るプレイヤーに指示を送る役割で登場する。

### ファミコン『ウルトラマン倶楽部』
「ウルトラマン倶楽部 地球奪還作戦」と「ウルトラマン倶楽部3 またまた出撃!!ウルトラ兄弟」ではザコキャラで登場するが、「ウルトラマン倶楽部2 帰ってきたウルトラマン倶楽部」ではボス怪獣の1体で登場する。

## ライブステージに登場したメフィラス星人

### 『ウルトラマンライブステージ』
バルタン星人、メトロン星人、ザム星人らと結託して邪神獣ゲスグロウを復活させて宇宙支配を企むが、ゲスグロウの復活を目前にしてウルトラマンゼアスの奮戦で倒される。

### 『ウルトラマンフェスティバル2008』
『ウルトラマン』第33話のように、バルタン星人、ザラブ星人、ケムール人を部下とし、彼らと共にアーマードダークネスの鎧を集めるために現れる。『ウルトラマンメビウス』に登場した時のように敬語口調。邪魔なウルトラ兄弟たちを倒すためにバキシム、サタンビートル、ベムラー、ブラキウムを操り、彼らや部下たちと共にウルトラ兄弟たちと対決するが、アーマードメフィラスに倒される。
アーマードメフィラスは上記のメフィラス星人と別個体として登場。第一部では宇宙に散ったアーマードダークネスを巡るウルトラ戦士（ウルトラマン、ゾフィー、ウルトラマン80、ウルトラセブン、ウルトラマンヒカリ、ウルトラマンメビウス、ウルトラマンマックス）と同族のメフィラス星人が率いる宇宙人軍団の戦いに参戦し、アーマードメフィラスはウルトラ戦士に敗北した同族に怒り、処刑する。自身の鎧はアーマードダークネスと同じ力を持っているうえ、鎧を破壊できるのもアーマードダークネスだけのため、「闇の鎧は2つもいらない」としてパーツがほぼ揃ったアーマードダークネスを破壊し、そのままウルトラ戦士も窮地に追い込むが、メフィラス星人への謀反を企てていたケムール人が密かに隠していたアーマードダークネスの左手パーツ（ケムールはパーツを隠した直後にアーマードメフィラスに倒されている）をメビウスが発見し、それによって鎧を砕かれて敗れた。
第二部では古代に怪獣たちを封印するのに使われた「アースキー」を狙い、ジオルゴンやエンディール星人をも従えてウルトラマンティガ、ウルトラマンダイナ、ウルトラマンガイアを苦しめる。子供たちの声援で奮起した3人の渾身の一撃を受けて倒されるが、最後の足掻きで封印されていたキングゴルドラスを復活させた。

### 『ウルトラマンプレミアステージ』
『ウルトラマンメビウス』の後日譚にあたる物語。暗黒エネルギーの影響で復活し、他の3人の四天王を蘇生させる。さらには皇帝を復活させるためにファントン星人の息子フォンタが持つ絵本「星空の涙」を狙う。怪獣・宇宙人軍団を率いての実力行使に出る他の3人とは違い、フォンタに優しく語りかけて絵本を騙し取ろうとするなど相変わらず狡猾な面を見せ、ハヤタ（＝ウルトラマン）と対峙するシーンも見られた。実は皇帝のことを自分の駒としか考えていなかったらしく、いずれは皇帝にとって代わり宇宙を支配しようと企んでいたのだが、皮肉にもその野望をハヤタに話していたところを皇帝に気づかれ、またしても粛清された。皇帝自身、メフィラスのことは最初から信用していなかったらしい。声はテレビシリーズと同じ加藤精三が担当している。

## その他
- テレビドラマ『渥美清の泣いてたまるか』の第76話「おお怪獣日本一」では、遊園地のシーンに渥美の入ったメフィラス星人の着ぐるみがジェロニモン、ドラコと共に登場する[89][90]。
- 『ウルトラセブン』の未発表シナリオ「宇宙人15+怪獣35」では、怪獣軍団の1体として冒頭でセブンを襲うシナリオが予定されていた。
- 1995年の出光石油のCMでは、ベンゼン星人が率いる怪獣軍団の1体として、神秘のエネルギーを護るウルトラマンゼアスを襲撃する。
- 映画『新世紀2003ウルトラマン伝説 THE KING'S JUBILEE』では、ウルトラマンキングの誕生日を怪獣たちと共に祝福する。
- 『めちゃ×2イケてるッ!』では、『大怪獣バトル ウルトラ銀河伝説 THE MOVIE』の出演オーディションに他の怪獣と共に参加した。
- 映画『大怪獣バトル ウルトラ銀河伝説 THE MOVIE』では、二代目が百体怪獣ベリュドラの身体を構成する怪獣の1体となっている[91]。
- 2009年のHONDA「ステップワゴン スパーダ」のCMでは、スパーダを恐れて他の怪獣と共に道を空ける役で出演している。
- 『ウルトラマンゼロ&オールスターウルトラマン 超絶!!ウルトラリーグ』（テレビマガジン版2011年8月号掲載分）では、アーマードメフィラスがグローザムやデスレムと共に宇宙空間を飛行するウルトラマンゼロを襲撃するが、駆けつけたウルトラマンダイナのソルジェント光線とウルトラマンコスモス（ルナモード）のキック攻撃に敗れる。
- 『ウルトラ怪獣擬人化計画feat.POP』で擬人化される。
  - アニメ『はいたい七葉』第20話に登場。声優は中村桜が担当。
  - ドラマCD『ウルトラ怪女子』に登場。声優は井上喜久子。
  - 『ウルトラ怪獣擬人化計画 feat.POP Comic code』では、主人公として登場。初代メフィラスが女子高生になった姿であり、「禁じられた言葉」の後日譚にあたる。
- 『角川版・ウルトラ怪獣擬人化計画』で擬人化される。初代と二代目で別個。
  - 『ウルトラ怪獣擬人化計画 ギャラクシー☆デイズ』では、初代・二代目が姉妹として登場。初代（姉）が天然のアホの子、二代目（妹）が丁寧口調で喋る短気で腹黒い性格として描かれている（逆ではない）。関係は良好。2人共にボケ・ギャグキャラである。初代には「てへぺろ」ならぬ「めふぃぺろ」というネタがある。
- 2014年8月2日にフジテレビONEで放送されたテレビ番組『ウルトラ怪獣散歩』に司会として登場[92]。2015年には月1回のレギュラー番組でも引き続き司会として登場し、番組の終盤に意見の食い違いなどでゲストの怪獣とウルトラファイトを繰り広げては、「よそう。宇宙人同士戦っても仕様がない。私が欲しいのは地球の心だったんだ」と初代のセリフを話して仲直りするのがお約束となっている。声は角田晃広（東京03）[92]。同年10月放送分では8月にお台場夢大陸で行われたステージイベントに『ウルトラマン』のフジ隊員を演じた桜井浩子と共に登壇し、巨大フジ隊員の件を謝罪して約50年ぶりに和解した[93]。
- 流用映像による登場
  - 『ウルトラマンタロウ』第40話では、流用映像で回想シーンの35大怪獣・宇宙人の1体として登場。オープニングでは「悪質宇宙人メフィラス」と記されている。
  - 『甦れ!ウルトラマン』では怪獣総進撃を予期したハヤタのイメージ映像、『ウルトラマンティガ』第49話のエンディングでは『ウルトラマン』第33話の映像を流用して登場。
- 『ウルトラマンクロニクル ZERO&GEED』では、第5話および第6話でビヨンド学園のゼロ組に登場（声：岸哲生）。第6話終盤に初代の言動を真似て学園を欲したため、AIBのペガッサ星人ベガに怪しまれて踏み込まれ、級友のグローザ星系人やセミ人間たちにたしなめられて退場させられる。その後は出席せず、欠席となった。
- 2020年12月7日には、日本中央競馬会 (JRA) とウルトラシリーズのコラボウェブサイト「ウルトラアリマ」のオリジナル動画「おうちで競馬 ウルトラ怪獣」に登場[94]。声はスギちゃん[95]。
- 絵本「ウルトラかいじゅう絵本シリーズ」では、『さるかに合戦』をモチーフとした「カネゴンとかきのたね」に、カネゴン、モチロン、サボテンダー、エレキング、ナメゴンと共に登場する[96][97]。